# The seventh day (televisieserie)
The seventh day 最美丽的第七天 is een Hongkongse TVB-serie uit 2008. Het beginlied "最美麗的第七天" werd gezongen door Kevin Cheng, het eindlied "抱著空氣" door Kevin Cheng en Niki Chow. Deze twee zangers spelen ook een hoofdrol in deze twintig afleveringen tellende serie. De serie gaat over romantiek en is deels gebaseerd op de serie Under the Canopy of Love uit 2006.

## Verhaal
Yau Chi-Wing (Kevin Cheng) en Hui Wai-Yan (Bosco Wong) werden beiden geboren op de zevende dag van augustus, maar één neemt relaties serieus, terwijl de ander zeer op geld is gesteld en liefde als middel ziet om op de sociale ladder hogerop te komen.
Het verhaal begint op zeven augustus, wanneer Wing en Yan voor het eerst op een eiland hun droomvrouw ontmoeten. Wing werkt als lijfwacht op het afgelegen eiland. Bij toeval leert hij dierenwinkelassistent Ling Ka-Yan (Niki Chow) kennen en hij voelt zich al snel aangetrokken door haar innemende persoonlijkheid. Yan werkt in een horeca-etablissement en ontmoet een striptekenaar genaamd Wong Chi-Kwan (Natalie Tong). Onder de indruk verkerend dat het meisje uit een rijke familie komt, besluit Yan achter haar aan te gaan. Hij heeft nooit gedacht dat iemand zo berekenend als hij in een liefdesval zou stappen.

## Rolverdeling
- Kevin Cheng als Yau Chi-Wing 游志穎
- Niki Chow als Ling Ka-Yan 凌加恩
- Bosco Wong als Hui Wai-Yan 許懷仁 (Don)
- Natalie Tong als Wong Chi-Kwan 王芷君 (Sasa)
- Elaine Yiu als Yeung Hou-Yi 楊巧兒 (Jade)
- Charmaine Li als Wong Wei 王慧 (Jessie)
- Yvonne Ho als Chu Lei-Lei 朱莉莉 (Julie)
- Eddie Li als Li Kin-Kwok 李建國 (KK)
- Sam Chan als Shek Ka-Wing 石家榮 (Dino)
- Joel Chan Shan-Chung als Ma Tin-Fuk 馬天福 (Martin)
- Selena Li als Yuen Jing 阮靜 (Miko)
- Suki Chui als Hui Mei-Na 許美娜 (Ella)